# Dornier 328
Dornier 328 je německý dvoumotorový turbovrtulový úzkotrupý hornoplošník pro krátké až střední tratě.

## Vznik a vývoj
Program Do 328 byl původně zahájen firmou Dornier Luftfahrt GmbH vlastněnou koncernem Deutsche Aerospace v první polovině 90. let 20. století.
Zálet prototypu (výr. č. 3001, imatrikulace D-CHIC) s instalovanými turbovrtulovými motory Pratt & Whitney Canada 119B/C se konal 6. prosince 1991 v Oberpfaffenhofenu.
Druhý zkušební stroj (D-CATI) byl zalétán 4. června 1992. Jeho primárním úkolem bylo prověřit palubní systémy a zejména avioniku Honeywell Primus 2000. Do letových testů se následně zapojily další dva stroje (D-COOL a D-CITI).
Do pravidelného provozu byl zařazen v říjnu 1993 švýcarská regionální společnost Air Engiadina. Druhým uživatelem se 15. listopadu 1993 stal dopravce Horizon Air z USA. Kapacita hlavní kabiny byla 30 až 32 cestujících, dvoučlennou posádku doplňoval jeden palubní průvodčí.
Po odkoupení firmy americkým výrobcem Fairchild Aircraft z texaského San Antonia v roce 1996 bylo vytvořeno uskupení Fairchild-Dornier se sídlem v německém Oberpfaffenhofenu. Výroba se pak rozšířila také do USA.
Od základního typu Do 328-100 vznikla verze Do 328-110 s prodlouženým doletem a vyšší hmotností. Dalšími verzemi byly Do 328-120 se zkráceným vzletem a přistáním a Do 328-130 s upraveným ovládáním směrovky při vyšších rychlostech. Výroba skončila v roce 2000, za tuto dobu se vyrobilo 217 kusů tohoto letadla.
Firma Fairchild tento stroj později inovovala, udělala z něj proudový letoun s dvojicí turboventilátorových jednotek PWC 306. Ten nese označení Do 328JET (původně Do 328-300), kterým společnost hodlala konkurovat proudovým typům pro regionální linky. Od této verze byl odvozen také obchodní model Envoy 3 pro 12 až 14 osob.
Dalšímu rozvoji typu Do 328 zabránila platební neschopnost společnosti Fairchild-Dornier a uvalení nucené správy 1. července 2002. V polovině následujícího roku převzala veškerá práva na program Do 328JET organizace AvCraft Aerospace GmbH, kterou však v březnu 2005 potkal stejný osud.
V květnu 2017 byla hlavním uživatelem Do 328 irská společnost Loganair se třemi kusy ve flotile.

## Specifikace

Do 328 v turbovrtulové a proudové konfiguraci

### Hlavní technické údaje
- Délka: 21,23 m
- Rozpětí: 20,98 m
- Výška: 7,05 m
- Nosná plocha: 40 m²
- Prázdná hmotnost: 9 100 kg
- Maximální vzletová hmotnost: 13 990 kg

### Výkony
- Cestovní rychlost: 620 km/h
- Dolet: 1852 km
- Praktický dostup: 9492 m

## Galerie
Pro zobrazení popisku přejeďte přes obrázek myší

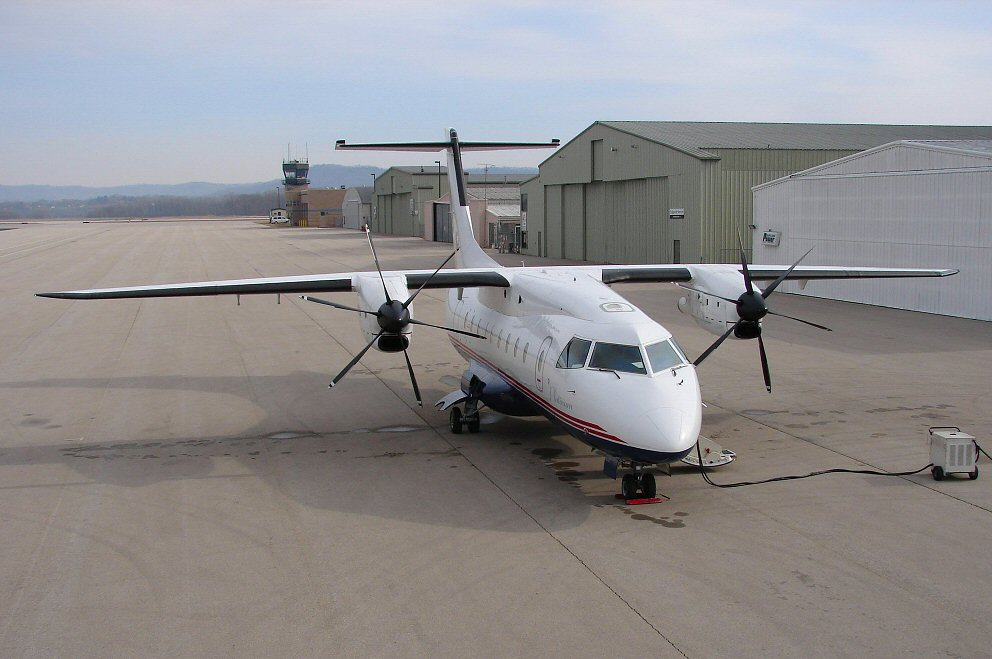
Dornier 328
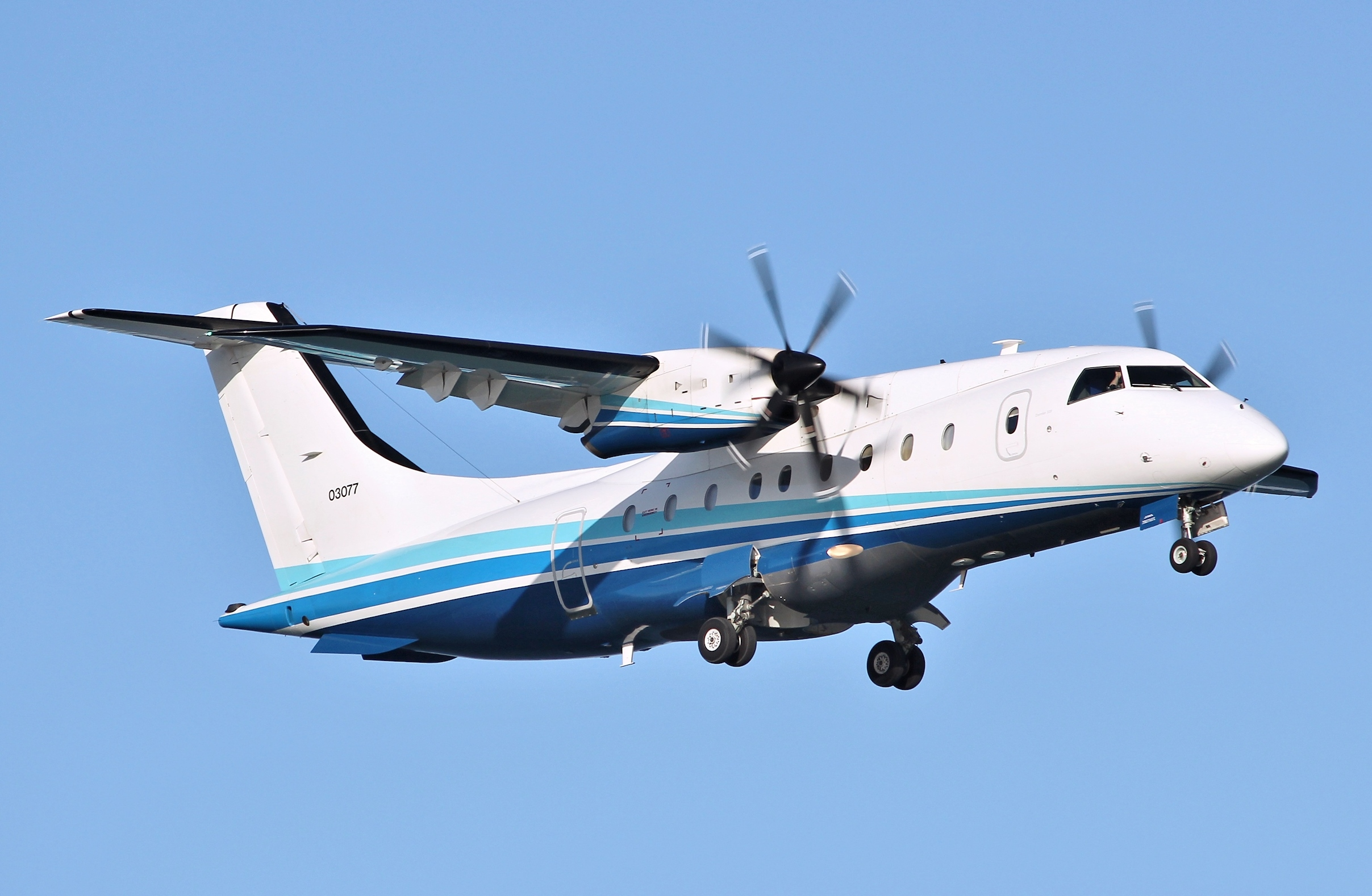
Dornier 328 letectva USA
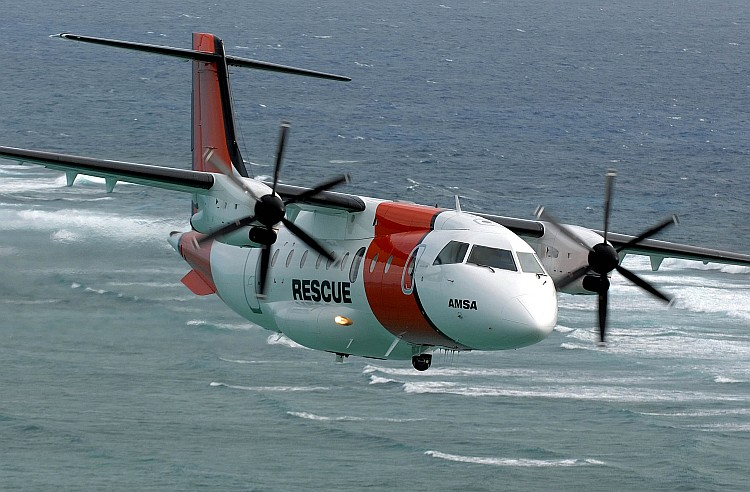
Dornier 328 letecké záchranné služby